# Gianfranco Ciaurro
Gianfranco Ciaurro (ur. 6 kwietnia 1929 w Terni, zm. 29 listopada 2000 w Rzymie) – włoski prawnik, urzędnik państwowy, nauczyciel akademicki i polityk, w 1993 minister.

## Życiorys
W 1951 ukończył studia prawnicze na Uniwersytecie w Perugii. Zajmował się działalnością publicystyczną, po czym w 1961 podjął pracę w administracji Izby Deputowanych. Pełnił różne funkcje w jej strukturze, w tym w latach 1988–1989 zajmował stanowisko jej sekretarza generalnego. Był także nauczycielem akademickim, specjalizował się w prawie publicznym, od 1989 był profesorem na Uniwersytecie Rzymskim „La Sapienza”.
Związany z Włoską Partią Liberalną. W 1991 wszedł w skład zarządu miasta w Rzymie jako asesor do spraw budżetu i podatków. Od lutego do kwietnia 1993 sprawował urząd ministra bez teki do spraw koordynowania polityki wspólnotowej i spraw regionalnych w rządzie Giuliana Amato. W 1993 został wybrany na burmistrza Terni, ustąpił z urzędu w 1999. Później zasiadał w radzie prowincji Terni. W 1994 należał do założycieli ugrupowania Forza Italia.
Odznaczony Orderem Zasługi Republiki Włoskiej klasy II (1978) i I (1989).